# Szentkúti-patak
A Szentkúti-patak a Mátrában ered, Nógrád vármegyében, mintegy 270 méteres tengerszint feletti magasságban. A patak forrásától kezdve déli irányban halad, majd Bátonyterenyénél eléri a Zagyvát.
A Szentkúti-patak vízgazdálkodási szempontból a Zagyva Vízgyűjtő-tervezési alegység működési területét képezi.

## Part menti települések
- Szentkút
- Bátonyterenye